# Tomasz Brzozowski (lekarz)
Tomasz Michał Brzozowski (ur. 21 kwietnia 1954) – polski naukowiec, profesor nauk medycznych, fizjolog. Specjalizuje się w zagadnieniach z zakresu fizjologii. Członek korespondent Polskiej Akademii Nauk od 2013 roku, członek rzeczywisty od 2022 roku. Jest również członkiem Polskiej Akademii Umiejętności oraz Centralnej Komisji do Spraw Stopni i Tytułów. Wykładowca Wydziału Lekarskiego i Katedry Fizjologii Collegium Medicum Uniwersytetu Jagiellońskiego, były sekretarz Polskiego Towarzystwa Fizjologicznego.
Absolwent Wydziału Lekarskiego Uniwersytetu Jagiellońskiego – Collegium Medicum. Doktoryzował się w 1984 roku. Habilitację uzyskał dziesięć lat później na CM UJ na podstawie pracy Gastroprotekcja in vivo i in vitro. Tytuł profesora nauk medycznych otrzymał w 1998 roku.

## Odznaczenia i nagrody
Uhonorowany m.in.:
- Nagrodą Ministra Edukacji Narodowej (1994–2003, zdobywał je co roku)
- Nagrodą PAN (1988)
- Nagrodą Ministra Zdrowia i Opieki Społecznej I i II stopnia (czterokrotnie – w latach 1985, 1993, 2008, 2009)
- Nagrodą Rektora Akademii Medycznej i Collegium Medicum UJ (czterokrotnie – kolejno w 1991, 1992, 1993 i 1994 roku)
- Nagrodą PAU im. Tadeusza Browicza (2004)
- Tytułem Honorowego Profesora Medycyny Uniwersytetu Medycznego Irvine, CA, Stany Zjednoczone (2009)
- Laurem Jagiellońskim (2014)
- Medalem Pionierów Fizjologicznej Szkoły Krakowsko-Lwowskiej PTF (2010)
- Medalem Orła Złotego Akademii Pedagogicznej im. Komisji Edukacji Narodowej (2011)
- Medalem Komisji Edukacji Narodowej (2009)
- Złotym Krzyżem Zasługi (2005)[4]
- Narodowe Odrodzenie Polski (2019)
- Nagroda Prezesa Rady Ministrów za całokształt działalności naukowej i dydaktycznej (2023)[2]